# Томэока, Юкио
Юкио Томэока (яп. 留岡 幸男 Томэока Юкио, 16 апреля 1894 — 3 мая 1981) — японский государственный деятель, губернатор префектуры Акита (1939—1940), глава токийской полиции (1941—1942), губернатор префектуры Хоккайдо (1946).

## Биография
Родился в префектуре Окаяма как третий сын Томэоки Косукэ, пастора и социального предпринимателя. В июле 1919 года окончил юридический факультет (немецкое право) Токийского императорского университета. В декабре того же года стал работать в администрации префектуры Хёго и был назначен в региональное подразделение Министерства внутренних дел. Занимал посты главы уезда Като префектуры Хёго, председателя правительства префектуры Исикава и главы отдела полиции префектуры Исикава, инспектора правительства префектуры Киото, главы отдела по общим вопросам внутренних дел префектуры Киото, секретаря правительства префектуры Тотиги, главы отдела по академическим вопросам префектуры Кагава, главы отдела полиции префектуры Тиба, главы отдела по академическим вопросам префектуры Ниигата, главы отдела полиции префектуры Канагава, секретаря столичного отдела полицейского управления, главы отдела по общим вопросам агентства префектуры Хоккайдо.
В январе 1939 года стал губернатором префектуры Акита. В июле 1940 года он стал главой Регионального бюро Министерства внутренних дел, а в октябре 1941 года был назначен главой Столичного отдела полиции при кабинете Хидэки Тодзё и отвечал за безопасность столицы. Оставался на этом посту до июня 1942 года.
В январе 1946 года стал губернатором префектуры Хоккайдо, но через три месяца подал в отставку. В августе 1951 года Томэока был отстранён от государственной службы и снят с должности. После выхода на пенсию занимал пост председателя портового транспорта Кэйхин и председателя отдела статистической печати. Умер 3 мая 1981 года в возрасте 87 лет.